# Abraham Flexner
Abraham Flexner (n. 13 noiembrie 1866, Kentucky, SUA – d. 21 septembrie 1959, Falls Church⁠(d), Virginia, SUA) a fost un profesor și educator american de origine germano-evreiască, cel mai bine cunoscut pentru rolul său în reforma din secolul al XX-lea a învățământului medical și superior din Statele Unite ale Americii și Canada.
După ce a fondat și a condus o școală pregătitoare pentru colegiu în orașul său natal Louisville, Kentucky, Flexner a publicat o evaluare critică a stării sistemului educațional american în 1908, intitulată The American College: A Criticism (Colegiul american: o critică). Munca sa a atras Fundația Carnegie să comande o evaluare aprofundată a 155 de școli de medicină din SUA și Canada. Rezultatul său, auto-intitulat Flexner Report (Raportul Flexner), publicat în 1910, a declanșat reforma educației medicale în Statele Unite și Canada. Flexner a fost, de asemenea, un fondator al Institutului pentru Studii Avansate din Princeton, care a reunit unele dintre cele mai mari minți din istorie pentru a colabora la descoperirea și cercetarea intelectuală.